# 신조 히나키
신조 히나키(일본어: 新条 ひなき, 통용 표기: 신죠우 히나키)는 아케이드 게임, 텔레비전 애니메이션 《아이 엠 스타!》의 등장인물.

## 소개
- 학년: 중등부 2학년
- 생일: 6월 11일
- 별자리: 쌍둥이자리
- 혈액형: AB형
- 좋아하는 음식: 비타민 C드링크, 그레이프프루트, 아사이베리
- 특기: 미에 대해 연구하기, 정보수집
- 키: 154cm
- 이미지 컬러:      노랑
- 타입: 팝
- 좋아하는 브랜드: 비비드 키스
- 소속 그룹: 정열 할라페뇨, 루미너스, STAR☆ANIS, 솔레이유&루미나스최연소

## 개요
아이엠스타 카드에 빠삭하며 패션을 좋아하는 소녀로 노란 머리가 특징이며, 머리 모양은 숏컷. 머리 앞쪽에는 주황색 별 모양의 장식을 달고 있다. 눈동자 색상은 녹색.

## 상세
전에는 수줍어하고 소심한 성격이었지만, 아카리 일행이 열심히 노력하는 모습을 보고 자신의 의견을 말할 수 있게 되었다.
주리와는 소꿉친구 관계이며, 아카리, 스미레, 노노, 리사, 미쿠루의 단짝. 현재는 그룹과 솔로 활동을 병행하고 있다.

## 참여곡
※ 솔로로 불렀을 경우 굵게 표시.
- 「Du-Du-Wa DO IT!!」 (오프닝)
- 「Lovely Party Collection」
- 「START DASH SENSATION」
- 「Good morning my dream」 (엔딩, 105, 113화)
- 「チュチュ・バレリーナ」 / 「츄츄 발레리나」 (엔딩)
- 「lucky train！」 / 「Lucky Train」 (엔딩)
- 「Let's アイカツ!」 / 「Let's I am Star!」 (104, 153, 158, 161화)
- 「はろー! Winter Love♪」 / 「Hello! Winter Love」
- 「Poppin´ Bubbles」
- 「Pretty Pretty」
- 「Chica×Chica」 (137화)
- 「サマー☆マジック」 / 「Summer☆Magic」
- 「リルビーリルウィン♪」 /  「Little beat, Little wing」
- 「ハローハロー」 / 「Hello Hello」
- 「カレンダーガール」 / 「Calendar Girl」 (178화)